# Offentlig økonomi
Offentlig økonomi (eller den offentlige sektors økonomi) omhandler studiet af den offentlige sektors forskellige former for indvirkning på samfundsøkonomien, set gennem samfundsøkonomiske briller med vægt på økonomisk efficiens og fordelingsaspekter.
Allermest grundlæggende udstikker offentlig økonomi en ramme for overvejelser om, hvornår det offentlige skal gribe ind i markedsøkonomien, og hvilken karakter og udstrækning disse indgreb bør have. Her anvendes mikroøkonomisk teori til at vurdere, hvorvidt de private markeder kan formodes at føre til et samfundsøkonomisk effektivt resultat i fravær af den offentlige indgriben. I sagens natur handler offentlig økonomi i høj grad om beskatning og offentlige udgifter. Emnet berører en lang række problemstillinger, herunder markedsfejl, eksternaliteter, og skabelsen og udførelsen af økonomisk politik. Offentlig økonomi bygger på velfærdsteori og bruges i sidste ende som et redskab til at forbedre samfundets velfærd.
Underområder omfatter:
- Offentlige finanser: Teori og anvendelse
- Analyse og design af offentlige politiktiltag
- Fordelingseffekter af beskatning og offentlige udgifter
- Analyse af markedsfejl og regeringsfejl

Vægten ligger på analytiske og videnskabelige metoder og normativ-etisk analyse i modsætning til ideologi. Eksempler på dækkede områder er skatteincidens, optimal beskatning og teorien om offentlige goder.